# ضمير مستتر
الضّمير المُستَتِر هو الضّمير الذي يكون خفياً غير ظاهر في النطق والكتابة.

## أقسام الضّمير المُستتر
يقسم الضمير المستتر إلى قسمين:

### واجب الاستتار
الضمير الواجب الاستتار: هو ما لا يحل محله الضمير الظاهر.
1. الضّمير المُستتر في الفعل المضارع الذي في أوّله همزة.
2. الضّمير المُستتر في الفعل المضارع الذي في أوّله نون.
3. الضّمير المُستتر في الفعل المضارع الذي في أوّله تاء الخطاب الواحد المذكر.
4. الضّمير المُستتر في فعل الأمر للواحد المذكر.

### جائز الاستتار
الضّمير الجائز الاستتار: هو ما جاز أن يحل محله الضمير الظاهر.
في حالة الأفعال الماضية والمضارعة المُسندة إلى الغائب. مثل:
( فَعَلَ / هو /) (يفعل / هو /) (فعلتْ / هي /) (تفعل / هي / )
من تقسيمات الاسم أنه ينقسم إلى :
- اسم مضمر أيْ ضمير مثل " أنا ، نحن ، أنت ، هي ...... "
- اسم ظاهر مثل " محمد ، فاطمة ، شجرة ، أسد ......... "
- فقوله " والمراد بواجب الاستتار ما لا يحل محله الظاهر "
- أي لا يحل محله الأسماء الظاهرة مثل محمد ، فاطمة ، شجرة ، أسد.

## أمثلة
المجموعة (أ):
1. الربيعُ أقبلَ فرحَّبَ الناسُ بِقُدُومِهِ
2. النهرُ يتدفَّقُ فَيَرْوِي الأرضَ
3. الفتاةُ حقَّقَت تفوقًا في طلبِ العلمِ
4. الشجرةُ تُثمرُ ما دُمْتَ تعتني بها

المجموعة (ب):
1. قال تباركَ وتعالى:﴿خُذِ الْعَفْوَ وَأْمُرْ بِالْعُرْفِ وَأَعْرِضْ عَنِ الْجَاهِلِينَ﴾
2. قال تبارك وتعالى ﴿أُبَلِّغُكُمْ رِسَالَاتِ رَبِّي وَأَنصَحُ لَكُمْ وَأَعْلَمُ مِنَ اللَّهِ مَا لَا تَعْلَمُونَ﴾
3. قال تبارك وتعالى ﴿وَيَوْمَ نَحْشُرُهُمْ جَمِيعًا ثُمَّ نَقُولُ لِلَّذِينَ أَشْرَكُوا أَيْنَ شُرَكَاؤُكُمُ﴾
4. قال تبارك وتعالى ﴿إِنَّكَ لاَ تَهْدِي مَنْ أَحْبَبْتَ وَلَـٰكِنَّ ٱللَّهَ يَهْدِي مَن يَشَآءُ﴾

إذا تأملت الأمثلة الأربعة الأولى من المجموعة (أ) وجدت أنَّ الأفعال (أقبل، يتدفق، حققت، تثمر) قد استتر فاعلها، وأنه من الممكن لو حاولت أن تضع مكان هذا الضمير المستتر (هو) أو (هي) الاسم الظاهر لوجدت ذلك سهلًا وممكنًا، ويبقى المعنى العام للجملة سليمًا. ففي الأمثلة (الربيع أقبل، النهر يتدفق، الفتاة حققت، الشجرة تُثمر) الضمير مستترًا جوازًا، إذا من الممكن أن نقول: الربيع أقبل فصله، والنهر يتدفق ماؤه، والفتاة حققت أختها، والشجرة تُثمر أغصانها. ما يعني أن كل ضمير يصح أن يحل محله الاسم الظاهر يكون مستترًا جوازًا. أما في أمثلة المجموعة (ب) نجد أفعال الأمر (خُذْ، وأْمُر، وأعْرِض) قد اسستتر فاعلها وجوبًا؛ إذ إنه لا يمكن أن يحل الاسم الظاهر محل هذا الضمير المستتر (أنت)، ويكون هذا في كل فعل أمر للمخاطب المفرد المذكر، كما نجد أفعالًا مضارعةً (أُبلِّغ، أَنصح، أَعلم) مبدوأة بهمزة المتكلم، فجاء فاعلها مستترًا وجوبًا تقديره (أنا). ونجد أيضًا أفعالًا مضارعةً (نحشر، نقول) مبدوأة بالنون، فجاء فاعلها مستترًا وجوبًا تقديره (نحن). والفعل المضارع (تهدي) مبدوءًا بتاء خطاب الواحد المذكر، فجاء فاعله مستترًا وجوبًا تقديره (أنت). ما يعني أن كل ضمير لا يمكن أن يحل محله الاسم الظاهر يكون مستترًا وجوبًا .

## القاعدة
أ- الضمير المستتر قسمان:
1. مستتر جوازًا: وهو ما يمكن أن يَحُل محله الاسم الظاهر؛ ويكون للغائب (هو) أو الغائبة (هي)
2. مستتر وجوبًا: وهو ما لا يمكن أن يَحُل محله الاسم الظاهر، ويكون للمتكلم (أنا) أو المتكلمين (نحن) أو المخاطب (أنت)

ب- الضمير المستتر لا يكون إلا في محل رفع: فاعلًا أو شبهه: (نائب فاعل، أو اسمًا لفعل ناسخ)